# Joaquín Cottani
Joaquín Alberto Guillermo Cottani (San Francisco, Córdoba; 30 de mayo de 1954) es un economista argentino que se desempeñó como viceministro de Economía desde el 10 de diciembre de 2023 hasta el 14 de junio de 2024, bajo la presidencia de Javier Milei.

## Biografía
Es licenciado en economía por la Universidad Nacional de Córdoba, realizó dos maestrías y un doctorado en economía en la Universidad de Yale, EEUU.
Se desempeñó como economista jefe para América Latina de Citigroup Global Markets y de Standard & Poor's Global Ratings. Ocupó cargos en el Banco Mundial y en Lehman Brothers.

### Funcionario público
En 1991 fue designado subsecretario de Programación Macroeconómica por el entonces ministro de Economía, Obras y Servicios Públicos, Domingo Cavallo.En 1994 renuncia para desempeñarse como Subsecretario de Financiamiento.Tras la partida del ministro Cavallo, se radicó en Estados Unidos donde desempeño funciones ejecutivas en Lehman Brothers, Citigroup y S&P Global.
En 2023, tras la asunción del presidente Javier Milei, fue convocado por el ministro de Economía, Luis Caputo, para ocupar la Secretaría de Política Económica de la Nación.
Anunció su renuncia al puesto de Secretario de Política Económica el 14 de junio de 2024, oficialmente por "razones personales".José Luis Daza fue su reemplazante en esa secretaría.